# Guido Bach
Guido Bach (* 1828 in Annaberg; † 10. September 1905 in London) war ein deutscher Porträt- und Genremaler, sowie Aquarellist.
Guido Bach studierte von 1843 bis 1847 an der Kunstakademie Dresden bei Julius Hübner. Er beschäftigte sich hauptsächlich mit der Aquarellmalerei. Bach besuchte Italien, Böhmen und Ägypten. Er schuf Porträts und Bilder aus dem italienischen Dorfleben, wie auch Bilder vom Leben der nordafrikanischen Araber.
Seit 1862 lebte er in London. Dort stellte er seine Werke beim Royal Institute of Painters in Water Colours und bei der Royal Academy of Arts (1880 und 1883), sowie bei der Grosvenor Gallery aus. Seine Werke „Das goldene Zeitalter“ und „Gefiederte Freunde“ fanden auf den Ausstellungen der Königlichen Akademie eine Anerkennung.
Im Jahr 1887 hat er an der  „Internationalen Ausstellung ‚Das Aquarell‘“ in den Räumen der Kunstgewerbeschule und der Polytechnischen Schule am Antonsplatz in Dresden teilgenommen.

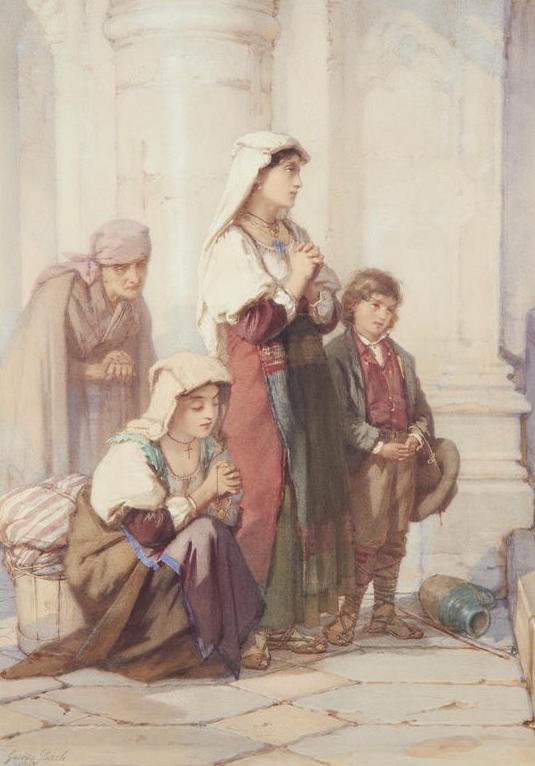
Beim Gebet (1867)
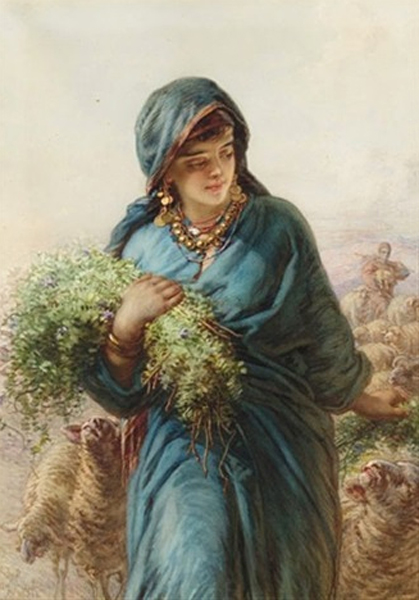
Die Schäferin (1879)
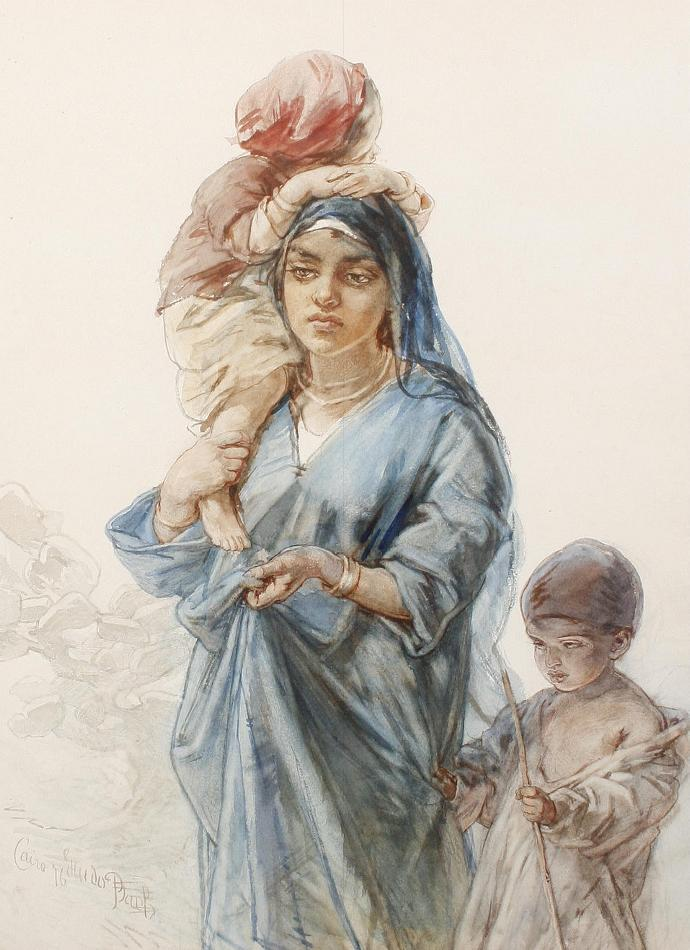
Ägyptische Mutter (1876)
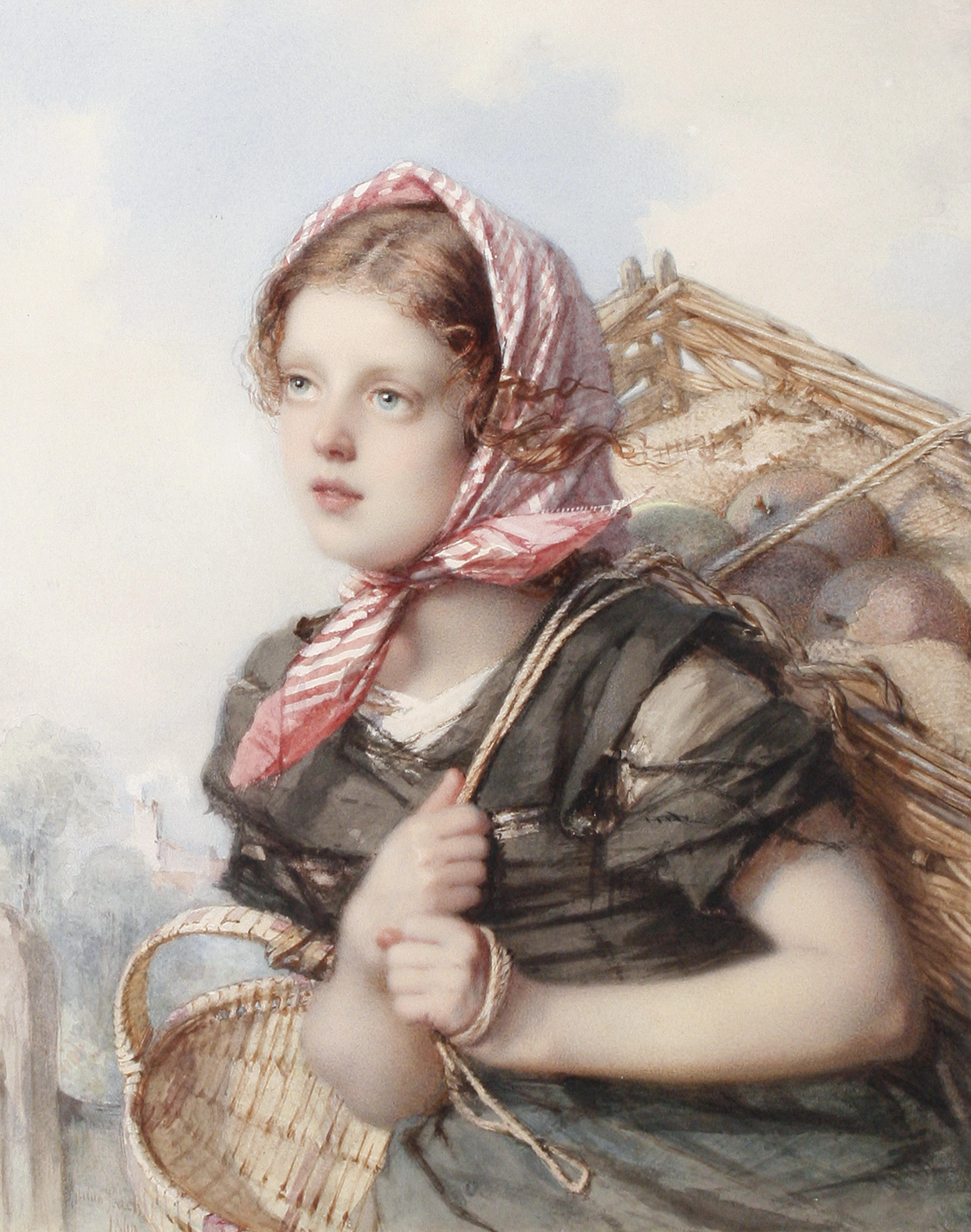
Bauernmädchen (zwischen 1860 und 1869)